# Hồ Tana
Hồ Tana (cũng được viết là T'ana, tiếng Amhara: ጣና ሐይቅ, Ṭana Ḥäyq, T'ana Hāyk'; một cách viết cũ là Tsana, Ge'ez ጻና Ṣānā; đôi khi được gọi là "Dembiya" theo vùng nằm ở phía bắc hồ) là nguồn của sông Nile Xanh và là hồ lớn nhất tại Ethiopia. Tọa lạc tại vùng Amhara ở tây bắc cao nguyên Ethiopia, hồ dài chừng 84 kilômét và rộng khoảng 66 kilômét, độ sâu tối đa 15 mét, và nằm tại nơi có độ cao 1.788 mét. Hồ Tana được cung cấp nước bởi các sông Tiểu Abay, Reb và Gumara; diện tích mặt nước từ 3.000 đến 3.500 km², tùy theo mùa và lượng mưa. Mực nước hồ đã được điều hòa từ khi một đập nước được xây dựng nơi nước hồ chảy vào sông Nile Xanh.

## Tổng quan

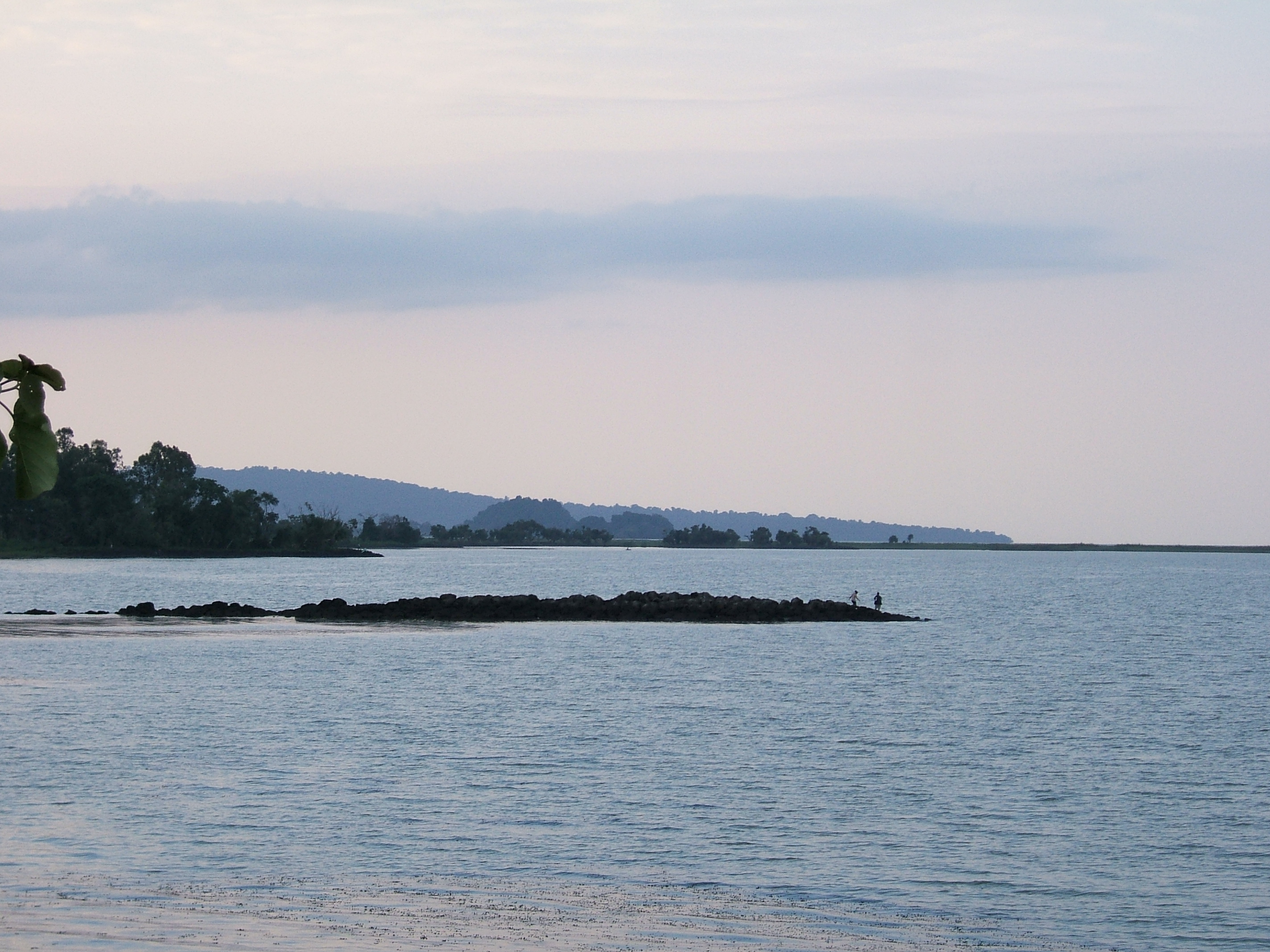
Hồ Tana.

Hồ Tana được tạo nên bởi hoạt động núi lửa, tác động vào dòng chảy của các con sông vào khoảng thời gian đầu Pleistocen (khoảng 5 triệu năm trước) và tạo thành hồ.
Hồ này ban đầu lớn hơn hiện nay. Bảy sông lớn, cùng với 40 sông nhỏ theo mùa, cấp nước cho hồ. Các phụ lưu chính chảy vào hồ là Gilgel Abbay (Tiểu Abbay), Megech, Gumara và Rib.

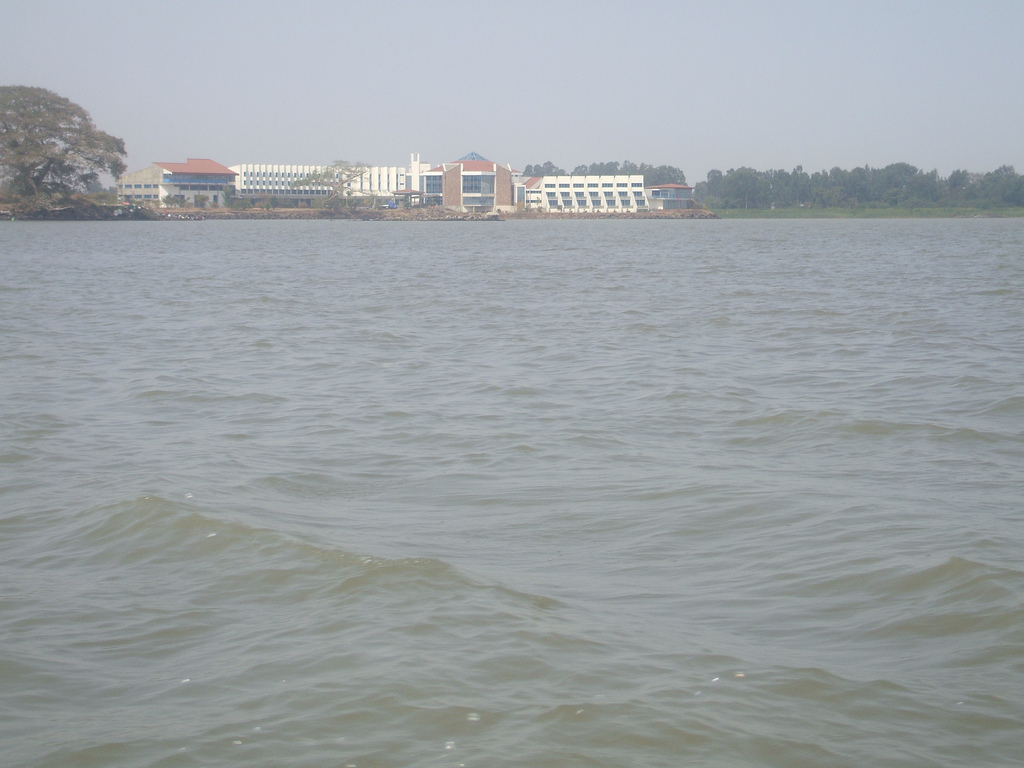
Một khách sạn tại Bahir Dar nằm cạnh hồ Tana.

Hồ Tana có một số đảo, số lượng phụ thuộc vào mực nước hồ. Mực nước hồ đã nông đi 6 foot (1,8 m) trong vòng 400 năm trở lại đây. Manoel de Almeida (một nhà truyền giáo người Bồ Đào Nha vào thế kỷ 17) ghi nhận có 21 đảo. Khi James Bruce đến thăm vùng này vào cuối thế kỷ 18, ông ghi nhập rằng người địa phương đếm được 45 đảo hoang, nhưng bản thân ông cho rằng "con số có lẽ khoảng mười một." Một nhà địa lý thế kỷ 20 xác định 37 đảo, và khoảng 19 đảo trong đó có tu viện hay nhà thờ.

## Hệ động vật

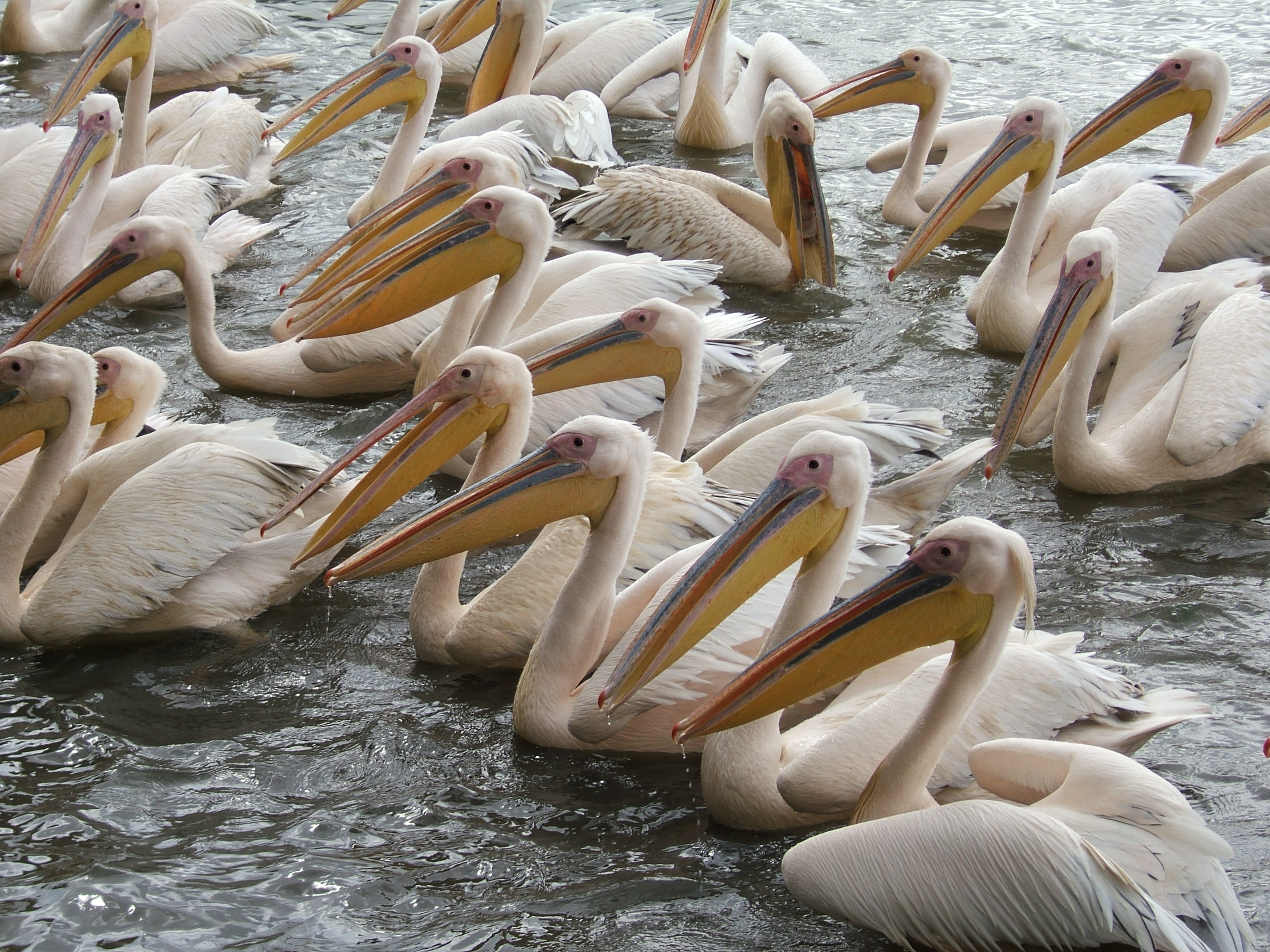
Bồ nông trên Hồ Tana.

Vì các phụ lưu chảy vào hồ không nối với vùng nước lớn nào và chi lưu chính, dòng Nile Xanh, phải chảy ra một "trở ngại" là thác Nile Xanh, hồ Tana có một hệ sinh vật thủy sinh riêng biệt.

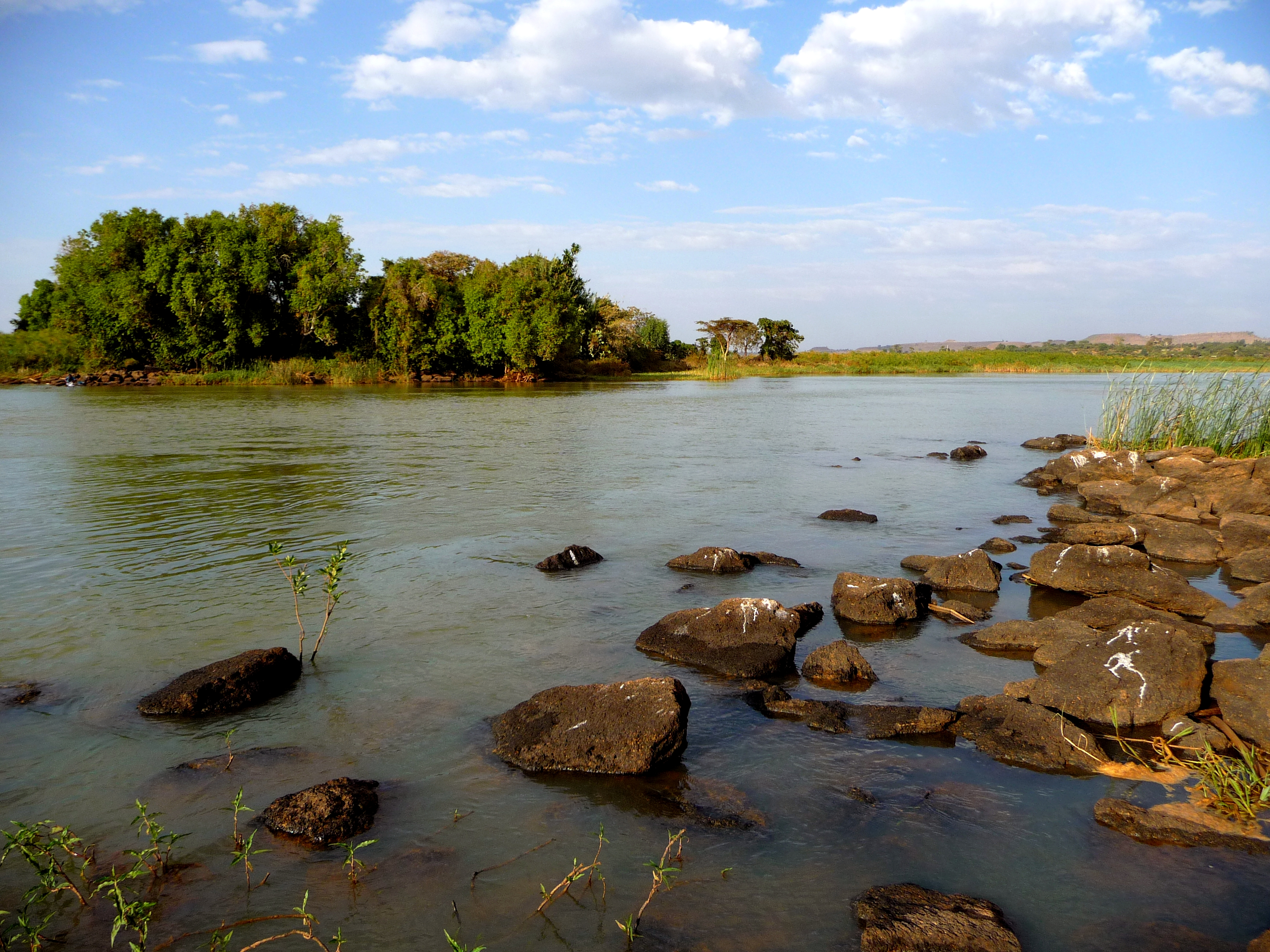
Thượng nguồn sông Nile Xanh với dòng nước chảy ra từ hồ Tana.

Khoảng 70% loài cá trong hồ là loài đặc hữu. Trong đó có một số loài thuộc chi Labeobarbus tương đối lớn, dài đến 1 m (3 ft 3 in). Cá lớn trong hồ thường săn loài Barbus tanapelagius nhỏ, cũng đặc hữu hồ Tana (B. humilis và B. pleurogramma cũng sống tại đây, nhưng không đặc hữu). Hai loài đặc hữu đáng chú ý khác là Afronemacheilus abyssinicus, một trong hai loài chạch đá duy nhất của châu Phi, và phân loài cá rô sông Nile tana.
Hồ Tana hỗ trợ một nền ngư nghiệp lớn, chủ yếu dựa trên đánh bắt các loài Labeobarbus, cá rô sông Nile và cá trê phi. Theo Cục ngư nghiệp và thủy sản Ethiopia, 1.454 tấn cá được chuyển đến Bahir Dar mỗi năm.
Ngoài ra, hồ còn có những loài động vật không xương sống: mười lăm loài thân mềm, trong đó một loài đặc hữu, và một loài bọt biển nước ngọt đặc hữu. Nhiều loài chim vùng đất ngập nước, như bồ nông trắng lớn và chim cổ rắn châu Phi, cư ngụ nơi đây. Hồ Tana là nơi nghỉ ngơi và điểm sinh sản quan trọng cho nhiều loài chim nước di cư vùng Cổ Bắc giới. Không có cá sấu. Ba ba Châu Phi đã được ghi nhập tại vùng nước sông Nile Xanh gần hồ Tana.